# Грицана Моранди
Грица̀на Мора̀нди (на италиански: Grizzana Morandi, на местен диалект Grizèna, Гридзена) е малко градче и община в северна Италия, провинция Болоня, регион Емилия-Романя. Разположено е на 547 m надморска височина. Населението на общината е 4060 души (към 2010 г.).

## История
Между 29 септември и 5 октомври 1944 г., в отговор на оказваната поддръжка на партизаните и съпротивителното движение, войници от 16-а СС танково-гренадирска дивизия Райхсфюрер-СС, водена от щурмбанфюрер Валтер Редер убиват няколкостотин цивилни на територията на общините Марцабото, Монцуно и Грицана Моранди.
До 1985 г. общината се нарича само Грицана.